# If I Had Legs I'd Kick You
If I Had Legs I'd Kick You är en amerikansk dramakomedifilm, som hade premiär den 24 januari 2025 på Sundance Film Festival. Filmen är regisserad av Mary Bronstein som även skrivit filmens manus.

## Handling
Linda försöker hantera sitt barns mystiska sjukdom, sin frånvarande make, en försvunnen person och en alltmer fientlig relation med sin terapeut.

## Rollista (i urval)
- Rose Byrne - Linda
- Conan O'Brien - Lindas terapeut
- Danielle Macdonald - Caroline
- Ivy Wolk - Diana
- Daniel Zolghadri - Stephen
- ASAP Rocky - James
- Josh Pais - Brad
- Mark Stolzenberg
- Ronald Bronstein - Carolines man
- Helen Hong - Eva
- Ella Beatty - Kate
- Manu Narayan - Landlord
- Christian Slater - Lindas försvunna man (röst)